# Варшавский договор (1849)
Варшавский договор (1849). Подписан 21 мая 1849 года в Варшаве русским императором Николаем I и австрийским императором Францем Иосифом I.
Согласно договору Николай I взял обязательство направить русские войска численностью в 140 тысяч человек в Венгрию для борьбы с революцией, с целью сохранения территориальной целостности Австрийской империи. Кроме того, русский император выделял войска для оккупации, на время боевых действий, Молдавии, Валахии (40 тысяч человек) и Галиции (60 тысяч человек). Таким образом, Франц Иосиф сам санкционировал русскую интервенцию в свою империю.
Николай I полагал, что принципы Священного союза и легитимизма требуют, по словам канцлера и министра иностранных дел Российской империи графа Нессельроде, «Поддерживать власть везде, где она существует, подкреплять её там, где она слабеет, и защищать её там, где открыто на неё нападают». Кроме того, русский император рассматривал войну против Венгерской революции как продолжение его борьбы с польским восстанием 1830—1831 годов: на стороне венгров сражались два польских легиона, а среди генералов венгерской армии были поляки — Юзеф Бем и Генрик Дембинский.
Вмешательство Российской империи действительно привело к поражению революции. Но русская интервенция произвела негативное впечатление на европейскую общественность. Сам Варшавский договор не способствовал сближению двух империй: во время Крымской войны Австрия, формально сохранявшая нейтралитет, занимала враждебную позицию по отношению к России.